# 𝼛
𝼛, appelé O barré crochet rétroflexe souscrit ou O barré hameçon rétroflexe souscrit, est une lettre latine utilisée auparavant dans l'alphabet phonétique international, rendu obsolète en 1976. En 1989, le symbole est changé par o˞, tout comme les autres voyelles avec crochet rétroflexe.

## Représentations informatiques
Le O barré crochet rétroflexe souscrit peut être représenté avec les caractères Unicode suivants : 
- composé (Supplément phonétique étendu) :

| formes    | représentations | chaînes de caractères | points de code | descriptions                                          |
| --------- | --------------- | --------------------- | -------------- | ----------------------------------------------------- |
| minuscule | 𝼛               | 𝼛                     | U+1DF1B        | lettre minuscule latine o hameçon rétroflexe souscrit |

- avant l’ajout de U+1DF1A à Unicode 4.1 en 2005, décomposé (latin de base, diacritiques) :

| formes    | représentations | chaînes de caractères | points de code | descriptions                                                      |
| --------- | --------------- | --------------------- | -------------- | ----------------------------------------------------------------- |
| minuscule | o̢               | o◌̢                    | U+006F U+0322  | lettre minuscule latine o diacritique hameçon rétroflexe souscrit |